# Mette Østgaard Henriksen
Mette Østgaard Henriksen (født 1973) er en dansk forfatter og litterær eventmager. Hun har skrevet både sangtekster, kortprosa og artikler.
Hun har læst dansk og filosofi ved Aarhus Universitet og debuterede i 2011 med den samplede sangbog Stikkersvin jeg fucker dig. I 2014 udgav hun bøgerne Lesbiske eventyr om mænd og Heksehistorier – bøger hun selv beskriver som pixi-bøger for voksne. I 2017 udkom hendes seneste værk Inderst inde troede vi ikke på husene, som er blevet til i samarbejde med billedkunstner Iben West. Hendes udgivelser er støttet af Statens Kunstfond, og hun har to gange været nomineret til Bukdahls Bet – Den smalle litteraturpris.

## Udgivelser
- Stikkersvin jeg fucker dig (2011)
- Heksehistorier (2014)
- Lesbiske eventyr om mænd (2014)
- Inderst inde troede vi ikke på husene (2017)